# Sadá (província)

Localização da província no Iêmen

Sadá (Sa'dah) é uma província (mohafazah) do Iêmen, localizada ao norte do país, na fronteira com a Arábia Saudita. Segundo dados de 2004, a província tem uma população de 693.217 habitantes, cerca de 3,5% da população total do Iêmen. É uma das áreas mais inacessíveis da região, e está entre as mais pobres do país. Sua capital é a cidade de Sadá, também a maior cidade da província.
A província é uma das poucas regiões do Iêmen habitadas preponderantemente por zaiditas,  minoria religiosa do islã formada por antigos dissidentes do xiismo que se destacaram no final do século VIII, em razão de uma divergência teológica  acerca da identidade do quinto imã.

## Insurgência em Sadá
Desde junho de 2004, conflitos violentos vêm ocorrendo na província, causando a morte de centenas de pessoas e provocando deslocamentos populacionais. Estes conflitos se originaram a partir duma insurgência contra o governo do Iêmen, iniciada por um imã rebelde. A um cessar-fogo, negociado em junho de 2007, seguiu-se um acordo de paz em fevereiro de 2008. Em abril do mesmo ano, no entanto, o processo de paz estava correndo risco, à medida que cada lado do conflito acusava o outro de não implementar determinados aspectos contidos no acordo de paz. Alguns analistas sugerem que a renovação do conflito terá um impacto na situação humanitária na região. Em maio de 2008, estimava-se que cerca de 77.000 pessoas haviam sido forçadas a abandonar suas casas como resultado do conflito.
Em 2013, os hutis, rebeldes zaiditas, encontravam-se firmemente entrincheirados em na província e ativos em várias províncias vizinhas.